# Románia a 2012. évi nyári olimpiai játékokon
Románia a nagy-britanniai Londonban megrendezett 2012. évi nyári olimpiai játékok egyik részt vevő nemzete volt. Az országot az olimpián 15 sportágban 104 sportoló képviselte, akik összesen 9 érmet szereztek.

## Érmesek
| Érem  | Versenyző                                                                | Sportág       | Versenyszám          |
| ----- | ------------------------------------------------------------------------ | ------------- | -------------------- |
| Arany | Alin Moldoveanu                                                          | Sportlövészet | Férfi légpuska       |
| Arany | Sandra Izbașa                                                            | Torna         | Női ugrás            |
| Ezüst | Alina Dumitru                                                            | Cselgáncs     | Női légsúly          |
| Ezüst | Corina Căprioriu                                                         | Cselgáncs     | Női könnyűsúly       |
| Ezüst | Roxana Cocoş                                                             | Súlyemelés    | Női 69 kg            |
| Ezüst | Cătălina Ponor                                                           | Torna         | Női talaj            |
| Ezüst | Alexandru Sirițeanu Florin Zalomir Rareș Dumitrescu Tiberiu Dolniceanu   | Vívás         | Férfi kard, csapat   |
| Bronz | Răzvan Martin                                                            | Súlyemelés    | Férfi 69 kg          |
| Bronz | Diana Bulimar Diana Chelaru Larisa Iordache Sandra Izbașa Cătălina Ponor | Torna         | Női csapat összetett |

## Asztalitenisz
Férfi
| Versenyző     | Versenyszám | Selejtező         | 64-es főtábla     | 48-as főtábla     | 32-es főtábla                                        | Nyolcaddöntő                                     | Negyeddöntő                                     | Elődöntő          | Döntő             | Helyezés |
| Versenyző     | Versenyszám | Ellenfél Eredmény | Ellenfél Eredmény | Ellenfél Eredmény | Ellenfél Eredmény                                    | Ellenfél Eredmény                                | Ellenfél Eredmény                               | Ellenfél Eredmény | Ellenfél Eredmény | Helyezés |
| ------------- | ----------- | ----------------- | ----------------- | ----------------- | ---------------------------------------------------- | ------------------------------------------------ | ----------------------------------------------- | ----------------- | ----------------- | -------- |
| Adrian Crişan | Egyes       | erőnyerő          | erőnyerő          | erőnyerő          | Zhiwen He (ESP) · 5–11, 11–8, 11–5, 9–11, 11–8, 11–9 | Timo Boll (GER) · 11–9, 8–11, 15–13, 12–10, 11–6 | Chuang Chih-yuan (TPE) · 3–11, 4–11, 4–11, 5–11 | kiesett           | kiesett           | 5.       |

Női
| Versenyző        | Versenyszám | Selejtező         | 64-es főtábla     | 48-as főtábla                                                    | 32-es főtábla                                        | Nyolcaddöntő                                        | Negyeddöntő       | Elődöntő          | Döntő             | Helyezés |
| Versenyző        | Versenyszám | Ellenfél Eredmény | Ellenfél Eredmény | Ellenfél Eredmény                                                | Ellenfél Eredmény                                    | Ellenfél Eredmény                                   | Ellenfél Eredmény | Ellenfél Eredmény | Ellenfél Eredmény | Helyezés |
| ---------------- | ----------- | ----------------- | ----------------- | ---------------------------------------------------------------- | ---------------------------------------------------- | --------------------------------------------------- | ----------------- | ----------------- | ----------------- | -------- |
| Elizabeta Samara | Egyes       | erőnyerő          | erőnyerő          | Dina Meshref (EGY) · 7–11, 11–7, 13–11, 11–6, 11–8               | Tie Ya Na (HKG) · 11–9, 11–9, 11–8, 6–11, 5–11, 11–8 | Jiao Li (NED) · 5–11, 11–8, 11–13, 11–6, 9–11, 7–11 | kiesett           | kiesett           | kiesett           | 9.       |
| Daniela Dodean   | Egyes       | erőnyerő          | erőnyerő          | Tetyana Bilenko (UKR) · 7–11, 8–11, 11–5, 5–11, 11–7, 11–9, 11–2 | Ding Ning (CHN) · 4–11, 3–11, 9–11, 6–11             | kiesett                                             | kiesett           | kiesett           | kiesett           | 17.      |

## Atlétika
Férfi
| Versenyző       | Versenyszám     | Eredmény | Helyezés |
| --------------- | --------------- | -------- | -------- |
| Marius Ionescu  | Maraton         | 2:16:28  | 26.      |
| Marius Cocioran | 50 km gyaloglás | 3:57:52  | 39.      |

Női
| Versenyző              | Versenyszám     | Selejtező | Selejtező | Selejtező | Előfutam | Előfutam | Előfutam | Elődöntő | Elődöntő | Elődöntő | Döntő   | Döntő    |
| Versenyző              | Versenyszám     | Idő       | Hely.     | Össz.     | Idő      | Hely.    | Össz.    | Idő      | Hely.    | Össz.    | Idő     | Helyezés |
| ---------------------- | --------------- | --------- | --------- | --------- | -------- | -------- | -------- | -------- | -------- | -------- | ------- | -------- |
| Andreea Ogrăzeanu      | 100 m           | kiemelt   | kiemelt   | kiemelt   | 11,44    | 5.       | 38.      | kiesett  | kiesett  | kiesett  | kiesett | kiesett  |
| Andreea Ogrăzeanu      | 200 m           |           |           |           | 23,46    | 6.       | 36.*     | kiesett  | kiesett  | kiesett  | kiesett | kiesett  |
| Bianca Răzor           | 400 m           |           |           |           | 52,83    | 5.       | 29.      | kiesett  | kiesett  | kiesett  | kiesett | kiesett  |
| Elena Mirela Lavric    | 800 m           |           |           |           | 2:01,65  | 4.       | 11.*     | 2:00,46  | 7.       | 14.      | kiesett | kiesett  |
| Roxana Elisabeta Bîrcă | 5000 m          |           |           |           | 16:01,04 | 18.      | 34.      | kiesett  | kiesett  | kiesett  | kiesett | kiesett  |
| Lidia Şimon            | Maraton         |           |           |           |          |          |          |          |          |          | 2:32:46 | 45.      |
| Constantina Tomescu    | Maraton         |           |           |           |          |          |          |          |          |          | 2:41:34 | 86.      |
| Angela Moroşanu        | 400 m gát       |           |           |           | 56,64    | 5.       | 26.      | kiesett  | kiesett  | kiesett  | kiesett | kiesett  |
| Ancuța Bobocel         | 3000 m akadály  |           |           |           | 9:31,06  | 6.       | 16.      |          |          |          | kiesett | kiesett  |
| Cristina Casandra      | 3000 m akadály  |           |           |           | 9:58,83  | 13.      | 37.      |          |          |          | kiesett | kiesett  |
| Claudia Ştef           | 20 km gyaloglás |           |           |           |          |          |          |          |          |          | 1:33:56 | 38.      |

| Versenyző                | Versenyszám   | Selejtező             | Selejtező             | Döntő    | Döntő    |
| Versenyző                | Versenyszám   | Eredmény              | Helyezés              | Eredmény | Helyezés |
| ------------------------ | ------------- | --------------------- | --------------------- | -------- | -------- |
| Esthera Petre            | Magasugrás    | 185 cm                | 20.**                 | kiesett  | kiesett  |
| Viorica Ţigău            | Távolugrás    | 621 cm                | 24.                   | kiesett  | kiesett  |
| Cristina Bujin           | Hármasugrás   | érvényes ugrás nélkül | érvényes ugrás nélkül | kiesett  | kiesett  |
| Nicoleta Grădinaru-Grasu | Diszkoszvetés | 61,86 m               | 14.                   | kiesett  | kiesett  |
| Bianca Perie             | Kalapácsvetés | 68,34 m               | 22.                   | kiesett  | kiesett  |

* - egy másik versenyzővel azonos eredményt ért el

** - hat másik versenyzővel azonos eredményt ért el

## Birkózás

### Férfi
Kötöttfogású
| Versenyző            | Versenyszám | Selejtező                  | Nyolcaddöntő      | Negyeddöntő       | Elődöntő          | Vigaszág első kör | Vigaszág elődöntő | Bronz- mérkőzés   | Döntő             | Helyezés |
| Versenyző            | Versenyszám | Ellenfél Eredmény          | Ellenfél Eredmény | Ellenfél Eredmény | Ellenfél Eredmény | Ellenfél Eredmény | Ellenfél Eredmény | Ellenfél Eredmény | Ellenfél Eredmény | Helyezés |
| -------------------- | ----------- | -------------------------- | ----------------- | ----------------- | ----------------- | ----------------- | ----------------- | ----------------- | ----------------- | -------- |
| Alin Alexuc-Ciurariu | 96 kg       | Elis Guri (BUL) · 0–1, 0–1 | kiesett           | kiesett           | kiesett           |                   |                   |                   |                   | 17.      |

Szabadfogású
| Versenyző      | Versenyszám | Selejtező         | Nyolcaddöntő                          | Negyeddöntő       | Elődöntő          | Vigaszág első kör | Vigaszág elődöntő | Bronz- mérkőzés   | Döntő             | Helyezés |
| Versenyző      | Versenyszám | Ellenfél Eredmény | Ellenfél Eredmény                     | Ellenfél Eredmény | Ellenfél Eredmény | Ellenfél Eredmény | Ellenfél Eredmény | Ellenfél Eredmény | Ellenfél Eredmény | Helyezés |
| -------------- | ----------- | ----------------- | ------------------------------------- | ----------------- | ----------------- | ----------------- | ----------------- | ----------------- | ----------------- | -------- |
| Rareş Chintoan | 120 kg      | erőnyerő          | Daulet Sabanbaj (KAZ) · 3–0, 2–5, 0–1 | kiesett           | kiesett           |                   |                   |                   |                   | 10.      |

## Cselgáncs
Férfi
| Versenyző         | Versenyszám  | Selejtező         | 32-es főtábla                            | Nyolcaddöntő                         | Negyeddöntő       | Elődöntő          | Vigaszág elődöntő | Bronz- mérkőzés   | Döntő             | Helyezés |
| Versenyző         | Versenyszám  | Ellenfél Eredmény | Ellenfél Eredmény                        | Ellenfél Eredmény                    | Ellenfél Eredmény | Ellenfél Eredmény | Ellenfél Eredmény | Ellenfél Eredmény | Ellenfél Eredmény | Helyezés |
| ----------------- | ------------ | ----------------- | ---------------------------------------- | ------------------------------------ | ----------------- | ----------------- | ----------------- | ----------------- | ----------------- | -------- |
| Dan Fâşie         | Harmatsúly   | erőnyerő          | David Larose (FRA) · 000(0)–100(0)       | kiesett                              | kiesett           | kiesett           |                   |                   |                   | 17.      |
| Daniel Brata      | Félnehézsúly |                   | Levan Zhorzholiani (GEO) · 001(3)–010(2) | kiesett                              | kiesett           | kiesett           |                   |                   |                   | 17.      |
| Vlăduţ Simionescu | Nehézsúly    |                   | Jurij Krakoveckij (KGZ) · 100(1)–000(1)  | Andreas Tölzer (GER) · 000(4)–010(0) | kiesett           | kiesett           |                   |                   |                   | 9.       |

Női
| Versenyző        | Versenyszám | Selejtező                           | Nyolcaddöntő                                 | Negyeddöntő                                  | Elődöntő                            | Vigaszág elődöntő | Bronz- mérkőzés   | Döntő                                | Helyezés |
| Versenyző        | Versenyszám | Ellenfél Eredmény                   | Ellenfél Eredmény                            | Ellenfél Eredmény                            | Ellenfél Eredmény                   | Ellenfél Eredmény | Ellenfél Eredmény | Ellenfél Eredmény                    | Helyezés |
| ---------------- | ----------- | ----------------------------------- | -------------------------------------------- | -------------------------------------------- | ----------------------------------- | ----------------- | ----------------- | ------------------------------------ | -------- |
| Alina Dumitru    | Légsúly     | erőnyerő                            | Dayaris Mestre Alvarez (CUB) · 100(0)–000(H) | Mönhbatin Uranceceg (MGL) · 011(2)–001(1)    | Fukumi Tomoko (JPN) · 011(2)–001(1) |                   |                   | Sarah Menezes (BRA) · 000(1)–011(0)  |          |
| Andreea Chiţu    | Harmatsúly  | Soraya Haddad (ALG) · 100(0)–000(H) | Ilse Heylen (BEL) · 000(0)–010(0)            | kiesett                                      | kiesett                             |                   |                   |                                      | 9.       |
| Corina Căprioriu | Könnyűsúly  | Wang Hui (CHN) · 102(0)–000(0)      | Sally Raguib (DJI) · 100(0)–000(0)           | Karakas Hedvig (HUN) · 000(0)–000(0) (bírói) | Marti Malloy (USA) · 100(1)–000(1)  |                   |                   | Macumoto Kaori (JPN) · 000(H)–100(0) |          |

## Evezés
Férfi
| Versenyző                                                                   | Versenyszám              | Előfutam | Előfutam | Vigaszág | Vigaszág | Elődöntő | Elődöntő | Elődöntő | Döntő | Döntő   | Döntő | Helyezés |
| Versenyző                                                                   | Versenyszám              | Idő      | Hely.    | Idő      | Hely.    | Típus    | Idő      | Hely.    | Típus | Idő     | Hely. | Helyezés |
| --------------------------------------------------------------------------- | ------------------------ | -------- | -------- | -------- | -------- | -------- | -------- | -------- | ----- | ------- | ----- | -------- |
| Marius Cozmiuc George Alexandru Pălămariu Cristi-Ilie Pârghie Florin Curuea | Kormányos nélküli négyes | 5:52,87  | 2.       |          |          | A/B      | 6:12,74  | 6.       | B     | 6:16,20 | 6.    | 12.      |

Női
| Versenyző | Versenyszám              | Előfutam | Előfutam | Vigaszág | Vigaszág | Döntő | Döntő   | Döntő | Helyezés |
| Versenyző | Versenyszám              | Idő      | Hely.    | Idő      | Hely.    | Típus | Idő     | Hely. | Helyezés |
| --- | ------------------------ | -------- | -------- | -------- | -------- | ----- | ------- | ----- | -------- |
| Georgeta Damian-Andrunache Viorica Susanu | Kormányos nélküli kettes | 7:05,39  | 3.       | 7:08,42  | 1.       | A     | 7:37,67 | 5.    | 5.       |
| Roxana Cogianu Nicoleta Albu Cristina Grigoraș Irina Dorneanu Camelia Lupașcu Eniko Barabas Adelina Cojocariu Ioana Papuc-Rotaru Teodora Gîdoiu | Nyolcas                  | 6:16,61  | 2.       | 6:16,16  | 2.       | A     | 6:17,64 | 4.    | 4.       |

## Kajak-kenu

### Síkvízi
Férfi
| Versenyző                                               | Versenyszám         | Előfutam | Előfutam | Előfutam | Elődöntő | Elődöntő | Elődöntő | Döntő | Döntő    | Döntő    | Helyezés |
| Versenyző                                               | Versenyszám         | Idő      | Hely.    | Össz.    | Idő      | Hely.    | Össz.    | Típus | Idő      | Helyezés | Helyezés |
| ------------------------------------------------------- | ------------------- | -------- | -------- | -------- | -------- | -------- | -------- | ----- | -------- | -------- | -------- |
| Ionuţ Mitrea Bogdan Mada                                | Kajak kettes 200 m  | 33,978   | 5.       | 8.       | 34,253   | 5.       | 10.      | B     | 46,495   | 5.       | 13.      |
| Traian Neagu Toni Ioneticu Ştefan Vasile Petruş Gavrilă | Kajak négyes 1000 m | 3:12,371 | 4.       | 8.       | 2:55,027 | 5.       | 5.       | A     | 2:58,223 | 8.       | 8.       |
| Iosif Chirilă                                           | Kenu egyes 1000 m   | 4:05,863 | 1.       | 9.       | 4:07,794 | 6.       | 11.      | B     | 3:59,730 | 3.       | 11.      |
| Liviu Dumitrescu-Lazar Victor Mihalachi                 | Kenu kettes 1000 m  | 3:43,787 | 4.       | 9.       | 3:36,551 | 3.       | 3.       | A     | 3:43,005 | 7.       | 7.       |

Női
| Versenyző                  | Versenyszám        | Előfutam | Előfutam | Előfutam | Elődöntő | Elődöntő | Elődöntő | Döntő | Döntő    | Döntő    | Helyezés |
| Versenyző                  | Versenyszám        | Idő      | Hely.    | Össz.    | Idő      | Hely.    | Össz.    | Típus | Idő      | Helyezés | Helyezés |
| -------------------------- | ------------------ | -------- | -------- | -------- | -------- | -------- | -------- | ----- | -------- | -------- | -------- |
| Iuliana Paleu Irina Lauric | Kajak kettes 500 m | 1:46,001 | 3.       | 11.      | 1:49,216 | 8.       | 15.      | B     | 1:52,468 | 8.       | 16.      |

## Kerékpározás

### Országúti kerékpározás
Férfi
| Versenyző      | Versenyszám   | Idő           | Helyezés      |
| -------------- | ------------- | ------------- | ------------- |
| Andrei Nechita | Mezőnyverseny | nem ért célba | nem ért célba |

## Ökölvívás
Férfi
| Versenyző       | Versenyszám | Selejtező         | Nyolcaddöntő               | Negyeddöntő       | Elődöntő          | Döntő             | Helyezés |
| Versenyző       | Versenyszám | Ellenfél Eredmény | Ellenfél Eredmény          | Ellenfél Eredmény | Ellenfél Eredmény | Ellenfél Eredmény | Helyezés |
| --------------- | ----------- | ----------------- | -------------------------- | ----------------- | ----------------- | ----------------- | -------- |
| Bogdan Juratoni | Középsúly   | erőnyerő          | Abbos Atoyev (UZB) · 10–12 | kiesett           | kiesett           | kiesett           | 9.       |

Női
| Versenyző       | Versenyszám | Selejtező               | Negyeddöntő       | Elődöntő          | Döntő             | Helyezés |
| Versenyző       | Versenyszám | Ellenfél Eredmény       | Ellenfél Eredmény | Ellenfél Eredmény | Ellenfél Eredmény | Helyezés |
| --------------- | ----------- | ----------------------- | ----------------- | ----------------- | ----------------- | -------- |
| Mihaela Lăcătuş | Könnyűsúly  | Dong Cheng (CHN) · 5–10 | kiesett           | kiesett           | kiesett           | 9.       |

## Sportlövészet
Férfi
| Versenyző       | Versenyszám | Selejtező | Selejtező | Döntő | Döntő    |
| Versenyző       | Versenyszám | Pont      | Helyezés  | Pont  | Helyezés |
| --------------- | ----------- | --------- | --------- | ----- | -------- |
| Alin Moldoveanu | Légpuska    | 599       | 2.        | 702,1 |          |

Női
| Versenyző       | Versenyszám | Selejtező | Selejtező | Döntő   | Döntő    |
| Versenyző       | Versenyszám | Pont      | Helyezés  | Pont    | Helyezés |
| --------------- | ----------- | --------- | --------- | ------- | -------- |
| Lucia Mihalache | Skeet       | 65        | 12.       | kiesett | kiesett  |

## Súlyemelés
Férfi
| Versenyző         | Versenyszám | Szakítás                 | Szakítás                 | Lökés    | Lökés    | Összesen | Helyezés |
| Versenyző         | Versenyszám | Eredmény                 | Helyezés                 | Eredmény | Helyezés | Összesen | Helyezés |
| ----------------- | ----------- | ------------------------ | ------------------------ | -------- | -------- | -------- | -------- |
| Florin Croitoru   | 56 kg       | 121                      | 8.                       | 147      | 9.       | 268      | 9.       |
| Răzvan Martin     | 69 kg       | 152                      | 2.                       | 180      | 4.       | 322      |          |
| Gabriel Sîncrăian | 85 kg       | érvényes kísérlet nélkül | érvényes kísérlet nélkül | kiesett  | kiesett  | kiesett  | kiesett  |

Női
| Versenyző    | Versenyszám | Szakítás | Szakítás | Lökés    | Lökés    | Összesen | Helyezés |
| Versenyző    | Versenyszám | Eredmény | Helyezés | Eredmény | Helyezés | Összesen | Helyezés |
| ------------ | ----------- | -------- | -------- | -------- | -------- | -------- | -------- |
| Roxana Cocoş | 69 kg       | 113      | 4.       | 143      | 2.       | 256      |          |

## Tenisz
Férfi
| Versenyző                | Versenyszám | 64-es főtábla                  | 32-es főtábla                                                  | Nyolcaddöntő      | Negyeddöntő       | Elődöntő          | Bronz- mérkőzés   | Döntő             | Helyezés |
| Versenyző                | Versenyszám | Ellenfél Eredmény              | Ellenfél Eredmény                                              | Ellenfél Eredmény | Ellenfél Eredmény | Ellenfél Eredmény | Ellenfél Eredmény | Ellenfél Eredmény | Helyezés |
| ------------------------ | ----------- | ------------------------------ | -------------------------------------------------------------- | ----------------- | ----------------- | ----------------- | ----------------- | ----------------- | -------- |
| Adrian Ungur             | Egyes       | Gilles Müller (LUX) · 3–6, 3–6 | kiesett                                                        | kiesett           | kiesett           | kiesett           | kiesett           | kiesett           | 33.      |
| Horia Tecău Adrian Ungur | Páros       |                                | Kanada (CAN) · Daniel Nestor · Vasek Pospisil · 3–6, 6–7(9–11) | kiesett           | kiesett           | kiesett           | kiesett           | kiesett           | 17.      |

Női
| Versenyző                   | Versenyszám | 64-es főtábla                            | 32-es főtábla                                                        | Nyolcaddöntő      | Negyeddöntő       | Elődöntő          | Bronz- mérkőzés   | Döntő             | Helyezés |
| Versenyző                   | Versenyszám | Ellenfél Eredmény                        | Ellenfél Eredmény                                                    | Ellenfél Eredmény | Ellenfél Eredmény | Ellenfél Eredmény | Ellenfél Eredmény | Ellenfél Eredmény | Helyezés |
| --------------------------- | ----------- | ---------------------------------------- | -------------------------------------------------------------------- | ----------------- | ----------------- | ----------------- | ----------------- | ----------------- | -------- |
| Irina-Camelia Begu          | Egyes       | Viktorija Azaranka (BLR) · 1–6, 6–3, 1–6 | kiesett                                                              | kiesett           | kiesett           | kiesett           | kiesett           | kiesett           | 33.      |
| Sorana Cîrstea              | Egyes       | Flavia Pennetta (ITA) · 2–6, 6–4, 2–6    | kiesett                                                              | kiesett           | kiesett           | kiesett           | kiesett           | kiesett           | 33.      |
| Simona Halep                | Egyes       | Jaroszlava Svedova (KAZ) · 4–6, 2–6      | kiesett                                                              | kiesett           | kiesett           | kiesett           | kiesett           | kiesett           | 33.      |
| Simona Halep Sorana Cîrstea | Páros       |                                          | Egyesült Államok (USA) · Serena Williams · Venus Williams · 3–6, 2–6 | kiesett           | kiesett           | kiesett           | kiesett           | kiesett           | 17.      |

## Torna
Férfi
| Versenyző                                                                                   | Versenyszám      | Selejtező | Selejtező | Döntő    | Döntő    |
| Versenyző                                                                                   | Versenyszám      | Pontszám  | Helyezés  | Pontszám | Helyezés |
| ------------------------------------------------------------------------------------------- | ---------------- | --------- | --------- | -------- | -------- |
| Flavius Koczi                                                                               | Talaj            | 15,666    | 3.        | 15,100   | 7.       |
| Flavius Koczi                                                                               | Ugrás            | 15,949    | 6.        | 15,633   | 7.       |
| Flavius Koczi                                                                               | Korlát           | 13,500    | 62.       | kiesett  | kiesett  |
| Flavius Koczi                                                                               | Nyújtó           | 12,633    | 66.       | kiesett  | kiesett  |
| Flavius Koczi                                                                               | Gyűrű            | 14,600    | 33.       | kiesett  | kiesett  |
| Flavius Koczi                                                                               | Lólengés         | 13,400    | 46.       | kiesett  | kiesett  |
| Flavius Koczi                                                                               | Egyéni összetett | 85,865    | 25.       | kiesett  | kiesett  |
| Vlad Bogdan Cotuna                                                                          | Talaj            | 15,016    | 22.       | kiesett  | kiesett  |
| Vlad Bogdan Cotuna                                                                          | Korlát           | 14,866    | 25.       | kiesett  | kiesett  |
| Vlad Bogdan Cotuna                                                                          | Nyújtó           | 13,491    | 58.       | kiesett  | kiesett  |
| Vlad Bogdan Cotuna                                                                          | Gyűrű            | 14,400    | 41.       | kiesett  | kiesett  |
| Cristian Ioan Băţagă                                                                        | Talaj            | 14,666    | 29.*      | kiesett  | kiesett  |
| Cristian Ioan Băţagă                                                                        | Gyűrű            | 14,833    | 27.       | kiesett  | kiesett  |
| Cristian Ioan Băţagă                                                                        | Lólengés         | 12,700    | 55.       | kiesett  | kiesett  |
| Ovidiu Buidoso                                                                              | Talaj            | 14,366    | 42.       | kiesett  | kiesett  |
| Ovidiu Buidoso                                                                              | Korlát           | 14,733    | 28.       | kiesett  | kiesett  |
| Ovidiu Buidoso                                                                              | Nyújtó           | 14,066    | 40.       | kiesett  | kiesett  |
| Ovidiu Buidoso                                                                              | Lólengés         | 13,766    | 36.       | kiesett  | kiesett  |
| Marius Daniel Berbecar                                                                      | Korlát           | 15,233    | 16.       | kiesett  | kiesett  |
| Marius Daniel Berbecar                                                                      | Nyújtó           | 13,700    | 51.       | kiesett  | kiesett  |
| Marius Daniel Berbecar                                                                      | Gyűrű            | 14,466    | 38.       | kiesett  | kiesett  |
| Marius Daniel Berbecar                                                                      | Lólengés         | 12,733    | 54.       | kiesett  | kiesett  |
| Cristian Ioan Băţagă Marius Daniel Berbecar Ovidiu Buidoso Vlad Bogdan Cotuna Flavius Koczi | Csapat összetett | 262,567   | 10.       | kiesett  | kiesett  |

Női
| Versenyző                                                                | Versenyszám      | Selejtező | Selejtező | Döntő    | Döntő    |
| Versenyző                                                                | Versenyszám      | Pontszám  | Helyezés  | Pontszám | Helyezés |
| ------------------------------------------------------------------------ | ---------------- | --------- | --------- | -------- | -------- |
| Sandra Izbașa                                                            | Talaj            | 15,066    | 2.        | 13,333   | 8.       |
| Sandra Izbașa                                                            | Ugrás            | 15,316    | 2.        | 15,191   |          |
| Sandra Izbașa                                                            | Felemás korlát   | 12,366    | 67.       | kiesett  | kiesett  |
| Sandra Izbașa                                                            | Gerenda          | 14,600    | 14.       | kiesett  | kiesett  |
| Sandra Izbașa                                                            | Egyéni összetett | 57,532    | 11.       | 58,833   | 5.       |
| Larisa Iordache                                                          | Talaj            | 13,800    | 32.       | kiesett  | kiesett  |
| Larisa Iordache                                                          | Felemás korlát   | 14,100    | 26.       | kiesett  | kiesett  |
| Larisa Iordache                                                          | Gerenda          | 14,800    | 11.       | 14,200   | 6.       |
| Larisa Iordache                                                          | Egyéni összetett | 57,800    | 9.        | 57,965   | 9.       |
| Cătălina Ponor                                                           | Talaj            | 14,600    | 7.        | 15,200   |          |
| Cătălina Ponor                                                           | Gerenda          | 15,033    | 8.        | 15,066   | 4.       |
| Diana Chelaru                                                            | Talaj            | 14,333    | 10.       | kiesett  | kiesett  |
| Diana Chelaru                                                            | Felemás korlát   | 13,733    | 34.       | kiesett  | kiesett  |
| Diana Bulimar                                                            | Felemás korlát   | 14,000    | 30.       | kiesett  | kiesett  |
| Diana Bulimar                                                            | Gerenda          | 14,866    | 10.       | kiesett  | kiesett  |
| Diana Bulimar Diana Chelaru Larisa Iordache Sandra Izbașa Cătălina Ponor | Csapat összetett | 176,264   | 4.        | 176,414  |          |

## Úszás
Férfi
| Versenyző         | Versenyszám    | Előfutam | Előfutam | Előfutam | Elődöntő | Elődöntő | Elődöntő | Döntő   | Döntő    |
| Versenyző         | Versenyszám    | Idő      | Hely.    | Össz.    | Idő      | Hely.    | Össz.    | Idő     | Helyezés |
| ----------------- | -------------- | -------- | -------- | -------- | -------- | -------- | -------- | ------- | -------- |
| Norbert Trandafir | 50 m gyors     | 22,22    | 5.       | 15.      | 22,30    | 8.       | 16.      | kiesett | kiesett  |
| Norbert Trandafir | 100 m gyors    | 49,02    | 1.       | 17.      | kiesett  | kiesett  | kiesett  | kiesett | kiesett  |
| Dragoş Agache     | 100 m mell     | 1:02,93  | 8.       | 37.*     | kiesett  | kiesett  | kiesett  | kiesett | kiesett  |
| Alexandru Coci    | 200 m pillangó | 1:59,67  | 5.       | 29.      | kiesett  | kiesett  | kiesett  | kiesett | kiesett  |

Női
| Versenyző     | Versenyszám | Előfutam | Előfutam | Előfutam | Elődöntő | Elődöntő | Elődöntő | Döntő   | Döntő    |
| Versenyző     | Versenyszám | Idő      | Hely.    | Össz.    | Idő      | Hely.    | Össz.    | Idő     | Helyezés |
| ------------- | ----------- | -------- | -------- | -------- | -------- | -------- | -------- | ------- | -------- |
| Camelia Potec | 200 m gyors | 2:01,15  | 2.       | 25.      | kiesett  | kiesett  | kiesett  | kiesett | kiesett  |
| Camelia Potec | 400 m gyors | 4:11,43  | 6.       | 20.      |          |          |          | kiesett | kiesett  |
| Camelia Potec | 800 m gyors | 8:38,44  | 7.       | 23.      |          |          |          | kiesett | kiesett  |

* - egy másik versenyzővel azonos eredményt ért el

## Vívás
Férfi
| Versenyző                                                              | Versenyszám  | Selejtező                          | 32-es főtábla                    | Nyolcaddöntő                       | Negyeddöntő                                              | Elődöntő                                                                                   | Bronz- mérkőzés   | Döntő                                                                       | Helyezés |
| Versenyző                                                              | Versenyszám  | Ellenfél Eredmény                  | Ellenfél Eredmény                | Ellenfél Eredmény                  | Ellenfél Eredmény                                        | Ellenfél Eredmény                                                                          | Ellenfél Eredmény | Ellenfél Eredmény                                                           | Helyezés |
| ---------------------------------------------------------------------- | ------------ | ---------------------------------- | -------------------------------- | ---------------------------------- | -------------------------------------------------------- | ------------------------------------------------------------------------------------------ | ----------------- | --------------------------------------------------------------------------- | -------- |
| Radu Dărăban                                                           | Tőr, egyéni  | Choi Nicholas Edward (HKG) · 15–12 | Valerio Aspromonte (ITA) · 11–15 | kiesett                            | kiesett                                                  | kiesett                                                                                    | kiesett           | kiesett                                                                     | 30.      |
| Rareș Dumitrescu                                                       | Kard, egyéni | erőnyerő                           | Dmitro Bojko (UKR) · 15–12       | Aljakszandr Bujkevics (BLR) · 15–6 | Daryl Homer (USA) · 15–13                                | Diego Occhiuzzi (ITA) · 11–15                                                              |                   | Nyikolaj Kovaljov (RUS) · 10–15                                             | 4.       |
| Tiberiu Dolniceanu                                                     | Kard, egyéni | erőnyerő                           | Daryl Homer (USA) · 11–15        | kiesett                            | kiesett                                                  | kiesett                                                                                    | kiesett           | kiesett                                                                     | 21.      |
| Florin Zalomir                                                         | Kard, egyéni | Mojtaba Abedini (IRI) · 15–7       | Ku Bongil (KOR) · 12–15          | kiesett                            | kiesett                                                  | kiesett                                                                                    | kiesett           | kiesett                                                                     | 29.      |
| Rareș Dumitrescu Tiberiu Dolniceanu Florin Zalomir Alexandru Sirițeanu | Kard, csapat |                                    |                                  |                                    | Kína (CHN) · Zhong Man · Wang Jingzhi · Liu Xiao · 45–30 | Oroszország (RUS) · Nyikolaj Kovaljov · Venyiamin Resetnyikov · Alekszej Jakimenko · 45–43 |                   | Dél-Korea (KOR) · Ku Bongil · Kim Dzsonghvan · O Unszok · Von Ujong · 26–45 |          |

Női
| Versenyző                                           | Versenyszám       | Selejtező         | 32-es főtábla                 | Nyolcaddöntő                        | Negyeddöntő                                                           | Elődöntő                                                                                            | Bronz- mérkőzés   | Döntő                                                                                        | Helyezés |
| Versenyző                                           | Versenyszám       | Ellenfél Eredmény | Ellenfél Eredmény             | Ellenfél Eredmény                   | Ellenfél Eredmény                                                     | Ellenfél Eredmény                                                                                   | Ellenfél Eredmény | Ellenfél Eredmény                                                                            | Helyezés |
| --------------------------------------------------- | ----------------- | ----------------- | ----------------------------- | ----------------------------------- | --------------------------------------------------------------------- | --------------------------------------------------------------------------------------------------- | ----------------- | -------------------------------------------------------------------------------------------- | -------- |
| Simona Gherman                                      | Párbajtőr, egyéni | erőnyerő          | Corinna Lawrence (GBR) · 15–9 | Laura Flessel-Colovic (FRA) · 15–13 | Jana Semjakina (UKR) · 14–15                                          | kiesett                                                                                             | kiesett           | kiesett                                                                                      | 6.       |
| Ana Brânză                                          | Párbajtőr, egyéni | erőnyerő          | Hsu Jo-Ting (TPE) · 15–8      | Jana Semjakina (UKR) · 13–14        | kiesett                                                               | kiesett                                                                                             | kiesett           | kiesett                                                                                      | 11.      |
| Anca Măroiu                                         | Párbajtőr, egyéni | erőnyerő          | Olena Krivicka (UKR) · 15–10  | Anna Szivkova (RUS) · 15–11         | Szin Aram (KOR) · 14–15                                               | kiesett                                                                                             | kiesett           | kiesett                                                                                      | 5.       |
| Simona Gherman Ana Brânză Anca Măroiu Loredana Dinu | Párbajtőr, csapat |                   |                               |                                     | Dél-Korea (KOR) · Szin Aram · Cshö Indzsong · Csong Hjodzsong · 38–45 | 5–8. helyért · Olaszország (ITA) · Rossella Fiamingo · Mara Navarria · Nathalie Moellhausen · 45–38 |                   | 5. helyért · Németország (GER) · Imke Duplitzer · Britta Heidemann · Monika Sozanska · 36–45 | 6        |
| Bianca Pascu                                        | Kard, egyéni      |                   | Zhu Min (CHN) · 10–15         | kiesett                             | kiesett                                                               | kiesett                                                                                             | kiesett           | kiesett                                                                                      | 25.      |

## Vízilabda

### Férfi
| Román férfi vízilabdacsapat-játékoskeret                                                                                     | Román férfi vízilabdacsapat-játékoskeret                                                                  |
| --- | --- |
| - Andrei Buşilă - Mihnea Chioveanu - Nicolae Diaconu - Mihai Drăguşin - Ramiro Georgescu - Alexandru Ghiban - Dimitri Goanţă | - Andrei Iosep - Kalman Kadar - Alexandru Matei-Guiman - Tiberiu Negrean - Cosmin Radu - Dragoș Stoenescu |

#### Eredmények
Csoportkör
B csoport
| Csapat                 | M | Gy | D | V | G+ | G– | Gk  | P |
| ---------------------- | - | -- | - | - | -- | -- | --- | - |
| Szerbia (SRB)          | 5 | 4  | 1 | 0 | 69 | 38 | +31 | 9 |
| Montenegró (MNE)       | 5 | 3  | 1 | 1 | 54 | 41 | +13 | 7 |
| Magyarország (HUN)     | 5 | 3  | 0 | 2 | 65 | 52 | +13 | 6 |
| Egyesült Államok (USA) | 5 | 3  | 0 | 2 | 43 | 44 | −1  | 6 |
| Románia (ROU)          | 5 | 1  | 0 | 4 | 48 | 55 | −7  | 2 |
| Nagy-Britannia (GBR)   | 5 | 0  | 0 | 5 | 28 | 77 | −49 | 0 |

| 2012. július 29. 18:20 (19:20) | Románia (ROU)        | 13–4        | Nagy-Britannia (GBR) | Water Polo Arena, London Játékvezetők: German Moller (ARG), Anton Bervoets (NED) |
| 2012. július 29. 18:20 (19:20) | (2–1, 4–0, 3–2, 4–1) |             |                      | Water Polo Arena, London Játékvezetők: German Moller (ARG), Anton Bervoets (NED) |
| 2012. július 29. 18:20 (19:20) | Diaconu 4            | Jegyzőkönyv | Parker 2             | Water Polo Arena, London Játékvezetők: German Moller (ARG), Anton Bervoets (NED) |

| 2012. július 31. 19:40 (20:40) | Egyesült Államok (USA) | 10–8        | Románia (ROU) | Water Polo Arena, London Játékvezetők: Dragan Stampalija (CRO), Massimiliano Caputi (ITA) |
| 2012. július 31. 19:40 (20:40) | (3–3, 1–2, 3–0, 3–3)   |             |               | Water Polo Arena, London Játékvezetők: Dragan Stampalija (CRO), Massimiliano Caputi (ITA) |
| 2012. július 31. 19:40 (20:40) | Varellas, Bailey 3     | Jegyzőkönyv | Radu 4        | Water Polo Arena, London Játékvezetők: Dragan Stampalija (CRO), Massimiliano Caputi (ITA) |

| 2012. augusztus 2. 15:30 (16:30) | Románia (ROU)        | 15–17       | Magyarország (HUN) | Water Polo Arena, London Játékvezetők: Massimiliano Balfanbayev (KAZ), Sergi Sanchez (ESP) |
| 2012. augusztus 2. 15:30 (16:30) | (4–5, 5–4, 2–5, 4–3) |             |                    | Water Polo Arena, London Játékvezetők: Massimiliano Balfanbayev (KAZ), Sergi Sanchez (ESP) |
| 2012. augusztus 2. 15:30 (16:30) | Buşilă, Ghiban 3     | Jegyzőkönyv | Madaras 5          | Water Polo Arena, London Játékvezetők: Massimiliano Balfanbayev (KAZ), Sergi Sanchez (ESP) |

| 2012. augusztus 4. 10:00 (11:00) | Montenegró (MNE)     | 12–8        | Románia (ROU) | Water Polo Arena, London Játékvezetők: Daniel Flahive (AUS), Alan Balfanbayev (KAZ) |
| 2012. augusztus 4. 10:00 (11:00) | (3–1, 2–1, 3–2, 4–4) |             |               | Water Polo Arena, London Játékvezetők: Daniel Flahive (AUS), Alan Balfanbayev (KAZ) |
| 2012. augusztus 4. 10:00 (11:00) | Ivović 3             | Jegyzőkönyv | Diaconu 3     | Water Polo Arena, London Játékvezetők: Daniel Flahive (AUS), Alan Balfanbayev (KAZ) |

| 2012. augusztus 6. 14:10 (15:10) | Románia (ROU)        | 4–12        | Szerbia (SRB)     | Water Polo Arena, London Játékvezetők: Ulrich Spiegel (GER), Steven Rotsart (USA) |
| 2012. augusztus 6. 14:10 (15:10) | (0–3, 1–3, 0–4, 3–2) |             |                   | Water Polo Arena, London Játékvezetők: Ulrich Spiegel (GER), Steven Rotsart (USA) |
| 2012. augusztus 6. 14:10 (15:10) | négy játékos 1       | Jegyzőkönyv | Nikić, Mitrović 3 | Water Polo Arena, London Játékvezetők: Ulrich Spiegel (GER), Steven Rotsart (USA) |

| Csapat        | Helyezés |
| ------------- | -------- |
| Románia (ROU) | 10.      |